# Adenoon indicum
 Adenoon indicum   Dalzell, 1850 è una pianta angiosperma dicotiledone della famiglia delle Asteraceae. Adenoon indicum è anche l'unica specie del genere Adenoon   Dalzell, 1850.

## Etimologia
Il nome scientifico della specie è stato definito per la prima volta dal botanico Nicol Alexander Dalzell (1817-1877) nella pubblicazione " Hooker's Journal of Botany and Kew Garden Miscellany. London" (  Hooker's J. Bot. Kew Gard. Misc. 2: 344) del 1850. Il nome scientifico del genere è stato definito per la prima volta nella stessa pubblicazione.

## Descrizione

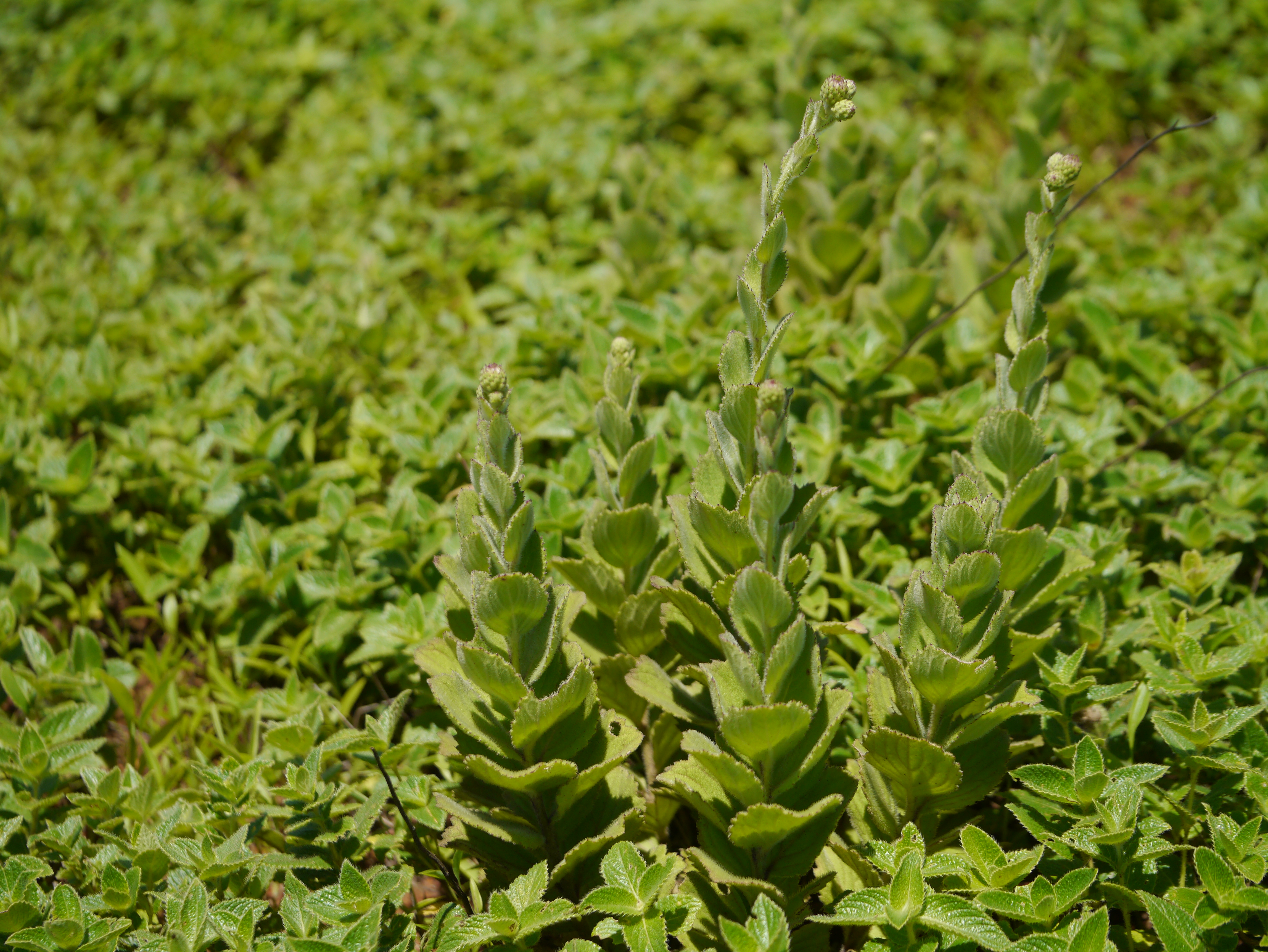
Le foglie

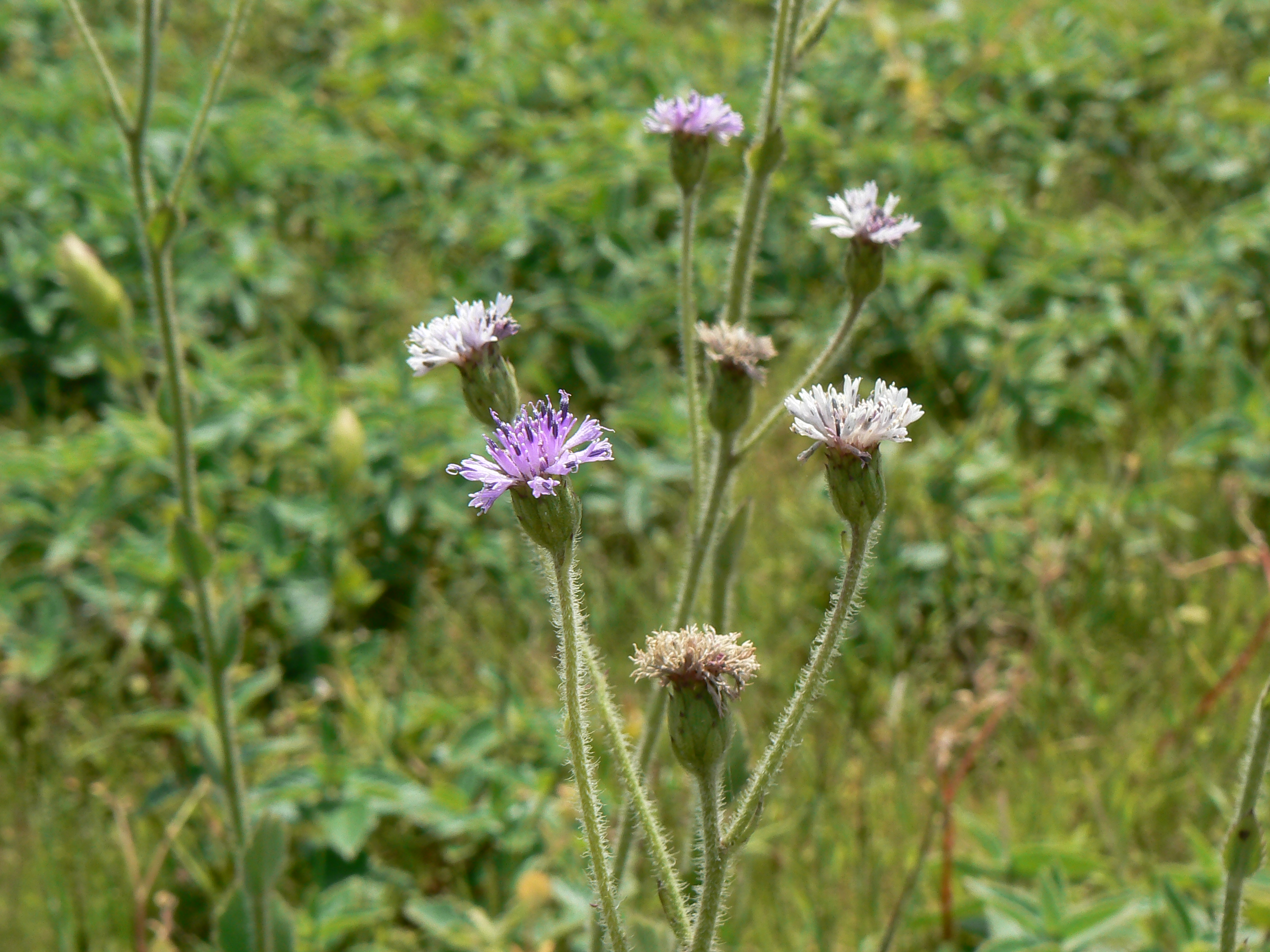
Infiorescenza

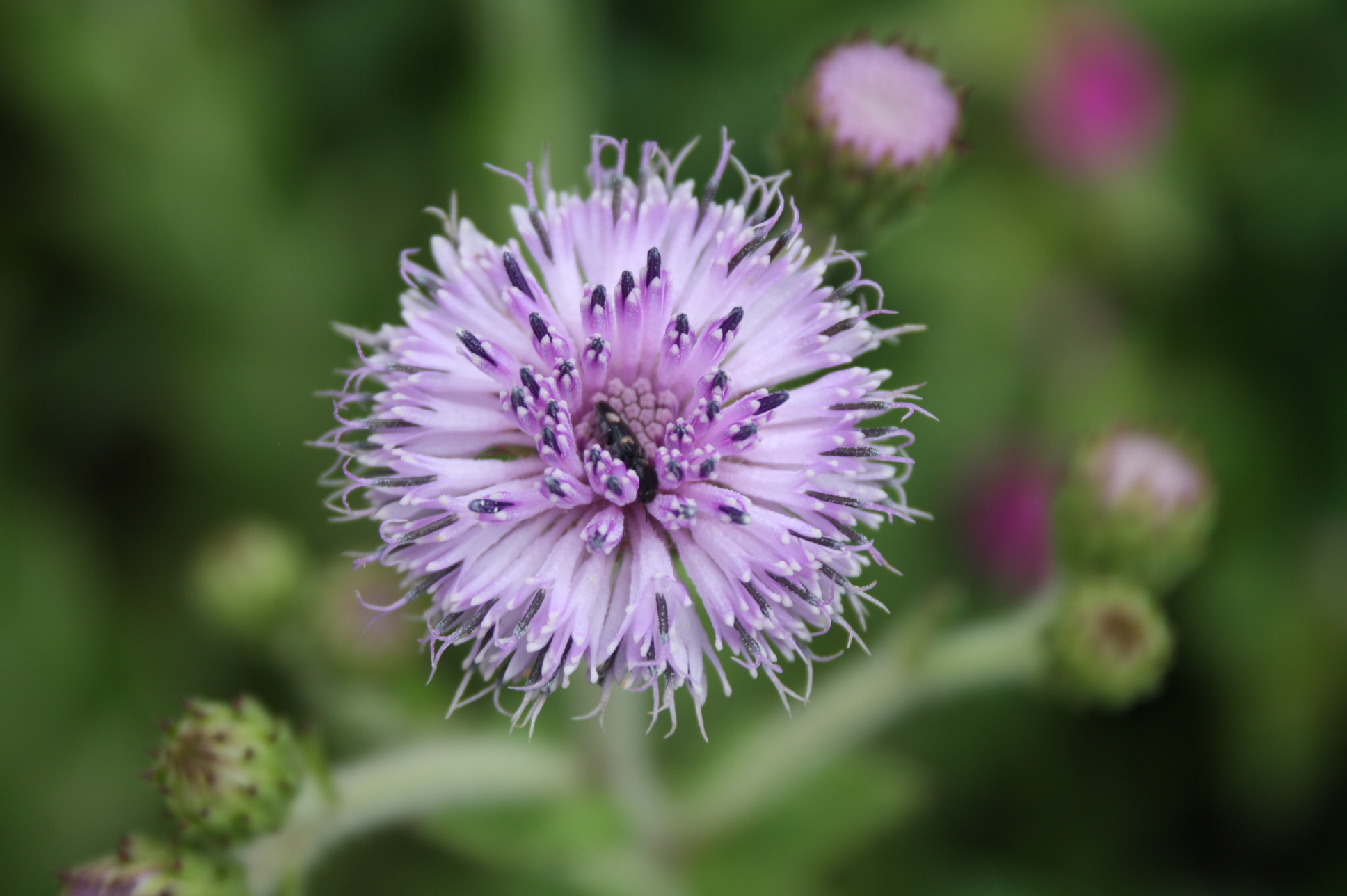
I fiori

Le piante di questa voce hanno un habitus prevalentemente erbaceo con cicli biologici perenni. Altezza massima 50 cm. La superficie può essere ricoperta da peli semplici multisettati.
Le foglie lungo il fusto sono disposte normalmente in modo alterno (alla base formano una rosetta); sono inoltre sessili. La lamina è intera e con forma da ovata a largamente ellittiche con apici e base acuta. I margini sono grossolanamente seghettati. La consistenza è coriacea con superficie ruvida e ghiandolosa (verde chiaro sopra, pallide sotto). Le venature sono pennate. Lunghezza delle foglie: 5 – 8 cm.
Le infiorescenze sono corimbose formate da diversi capolini lungamente peduncolati solitari. La struttura dei capolini è quella tipica delle Asteraceae: un peduncolo sorregge un involucro composto da circa 50 brattee disposte su 4 - 5 serie che fanno da protezione al ricettacolo sul quale s'inseriscono i fiori di tipo tubuloso. Le brattee hanno delle forme oblunghe con superficie pelosa e con 3 nervature. Il ricettacolo è fimbriato e privo di pagliette. Dimensioni delle infiorescenze: 10 – 20 cm.
I fiori, circa 50 per capolino, sono tetra-ciclici (ossia sono presenti 4 verticilli: calice – corolla – androceo – gineceo) e pentameri (ogni verticillo ha in genere 5 elementi). I fiori sono inoltre ermafroditi e actinomorfi (raramente possono essere zigomorfi).
- Formula fiorale:

*/x K {\displaystyle \infty }, [C (5), A (5)], G 2 (infero), achenio
- Calice: i sepali del calice sono ridotti ad una coroncina di squame.
- Corolla: il colore delle corolle è blu-violaceo; la superficie è pubescente; la forma in genere è tubulosa con 5 lobi finali; in alcun varietà la forma consiste in uno snello e lungo tubo senza gola evidente alla fine del quale si espandono i lobi raccolti in forma cilindrica; altre corolle hanno un tubo filiforme che improvvisamente si apre a campana.
- Androceo: gli stami sono 5 con filamenti liberi e distinti, mentre le antere sono saldate in un manicotto (o tubo) circondante lo stilo.[12] Le antere, sagittate e sprovviste di ghiandole, spesso hanno delle piccole code arrotondate; le appendici apicali sono simili alle code. Il polline è tricolporato (con tre aperture sia di tipo a fessura che tipo isodiametrica o poro), echinato (con punte) e  "lophato" (la parte più esterna dell'esina è sollevata a forma di creste e depressioni)[13]; qui non sono presenti delle lacune in posizione polare.
- Gineceo: lo stilo è filiforme e privo di nodi ma con un nettario allungato o tubolare. Gli stigmi dello stilo sono due divergenti con la superficie stigmatica posizionata internamente (vicino alla base). La pubescenza è del tipo a spazzola con peli appuntiti.[14] L'ovario è infero uniloculare formato da 2 carpelli.

I frutti sono degli acheni con pappo. Gli acheni, a forma più o meno cilindrica, hanno 10 coste con la superficie glabra. All'interno si può trovare del tessuto di tipo idioblasto e rafidi di tipo subquadrato da corti a moderatamente allungati; non è presente il tessuto tipo fitomelanina. Il pappo è assente. Lunghezza degli acheni: 2 – 3 mm.

## Biologia
- Impollinazione: l'impollinazione avviene tramite insetti (impollinazione entomogama tramite farfalle diurne e notturne).
- Riproduzione: la fecondazione avviene fondamentalmente tramite l'impollinazione dei fiori (vedi sopra).
- Dispersione: i semi (gli acheni) cadendo a terra sono successivamente dispersi soprattutto da insetti tipo formiche (disseminazione mirmecoria). In questo tipo di piante avviene anche un altro tipo di dispersione: zoocoria. Infatti gli uncini delle brattee dell'involucro si agganciano ai peli degli animali di passaggio disperdendo così anche su lunghe distanze i semi della pianta.

## Distribuzione e habitat
La distribuzione delle piante di questa voce è relativa all'India (l'habitat è quello tipico delle praterie ad alta quota).

## Tassonomia
La famiglia di appartenenza di questa voce (Asteraceae o Compositae, nomen conservandum) probabilmente originaria del Sud America, è la più numerosa del mondo vegetale, comprende oltre 23.000 specie distribuite su 1.535 generi, oppure 22.750 specie e 1.530 generi secondo altre fonti (una delle checklist più aggiornata elenca fino a 1.679 generi). La famiglia attualmente (2021) è divisa in 16 sottofamiglie.

### Filogenesi
Le specie di questo gruppo appartengono alla sottotribù Linziinae descritta all'interno della tribù Vernonieae Cass. della sottofamiglia Vernonioideae Lindl.. Questa classificazione è stata ottenuta ultimamente con le analisi del DNA delle varie specie del gruppo. Da un punto di vista filogenetico in base alle ultime analisi sul DNA la tribù Vernonieae è risultata divisa in due grandi cladi: Muovo Mondo e Vecchio Mondo. I generi di Linziinae appartengono al subclade relativo all'Africa e Asia (con alcune eccezioni: Cuba e Australia).
La sottotribù, e quindi i suoi generi, si distingue per i seguenti caratteri:
- le brattee involucrali sono provviste di spicole ai margini;
- le setole del pappo sono appiattite;
- il polline è "lophato" e tricolporato e a volte non è echinato;
- nel polline i tipi "lophati" hanno una organizzazione radialmente simmetrica con disposizione regolare.

In precedenza la tribù Vernonieae, e quindi la sottotribù (Linziinae) di questo genere, era descritta all'interno della sottofamiglia Cichorioideae. La costituzione di questo gruppo è relativamente recente (2009); in precedenza tutti i generi della sottotribù erano descritti all'interno della sottotribù Centrapalinae. Nell'ambito della tribù, Linziinae occupa, da un punto di vista filogenetico, una posizione abbastanza "basale" insieme alle sottotribù Erlangeinae e Gymnantheminae.
I caratteri distintivi per le specie di questo genere ( Adenoon) sono:
- la pubescenza degli steli è semplice e multisettata;
- il pappo è assente, oppure è presente una corona o un anello apicale;
- il ricettacolo è privo di pagliette.